# World Games 2001
| Medaillenspiegel der offiziellen Sportarten | Medaillenspiegel der offiziellen Sportarten | Medaillenspiegel der offiziellen Sportarten | Medaillenspiegel der offiziellen Sportarten | Medaillenspiegel der offiziellen Sportarten | Medaillenspiegel der offiziellen Sportarten |
| Platz                                       | Land                                        | G                                           | S                                           | B                                           | Gesamt                                      |
| ------------------------------------------- | ------------------------------------------- | ------------------------------------------- | ------------------------------------------- | ------------------------------------------- | ------------------------------------------- |
| 1.                                          | Russland                                    | 24                                          | 15                                          | 5                                           | 44                                          |
| 2.                                          | Vereinigte Staaten                          | 17                                          | 12                                          | 8                                           | 37                                          |
| 3.                                          | Australien                                  | 13                                          | 13                                          | 5                                           | 31                                          |
| 4.                                          | Deutschland                                 | 12                                          | 12                                          | 17                                          | 41                                          |
| 5.                                          | Frankreich                                  | 11                                          | 5                                           | 7                                           | 23                                          |
| vollständiger Medaillenspiegel              |                                             |                                             |                                             |                                             |                                             |

Die 6. World Games 2001 fanden vom 16. bis 26. August 2001 im japanischen Akita statt.
An den Wettkämpfen der 31 Sportarten nahmen 3250 Sportler teil.

## Sportarten
Es wurden 155 Wettbewerbe in den 27 offiziellen Sportarten und 13 Wettbewerbe in den fünf Einladungssportarten ausgetragen.

### Wettkampfsportarten
- Billard
- Bodybuilding
- Boule
- Bowling
- Casting
- Fallschirmspringen
- Faustball
- Feldbogenschießen
- Flossenschwimmen
- Inlinehockey
- Ju-Jutsu
- Karate
- Korfball
- Kraftdreikampf
- Orientierungslauf
- Rettungssport
- Rhythmische Sportgymnastik
- Rollkunstlauf
- 7er-Rugby
- Speedskating
- Sportaerobic
- Sportakrobatik
- Sumō
- Tanzsport
- Tauziehen
- Trampolinturnen inkl. Tumbling
- Ultimate
- Wasserski am Boot

### Einladungssportarten
- Aikidō
- Beachhandball
- Frauentauziehen
- Gateball
- Sumō